# Alsineae
Alsineae Lam. & DC., 1806 è una tribù di piante della famiglia Caryophyllaceae.

## Distribuzione e habitat
Le specie di questa tribù sono ampiamente distribuite in Eurasia e nelle Americhe, con un centro di maggiore biodiversità nella regione Mediterranea.

## Tassonomia
La tribù comprende i seguenti generi:
- Adenonema Bunge
- Cerastium Tourn. ex L.
- Dichodon (Bartl. ex Rchb.) Rchb.
- Hartmaniella M.L.Zhang & Rabeler
- Holosteum Dill. ex L.
- Lepyrodiclis Fenzl
- Mesostemma Vved.
- Moenchia Ehrh.
- Nubelaria M.T.Sharples & E.A.Tripp
- Odontostemma Benth. ex G.Don
- Pseudostellaria Pax
- Pycnophyllopsis Skottsb.
- Rabelera M.T.Sharples & E.A.Tripp
- Reicheella Pax
- Schizotechium (Fenzl) Rchb.
- Shivparvatia Pusalkar & D.K.Singh
- Stellaria L.
- Thurya Boiss. & Balansa

### Alcune specie

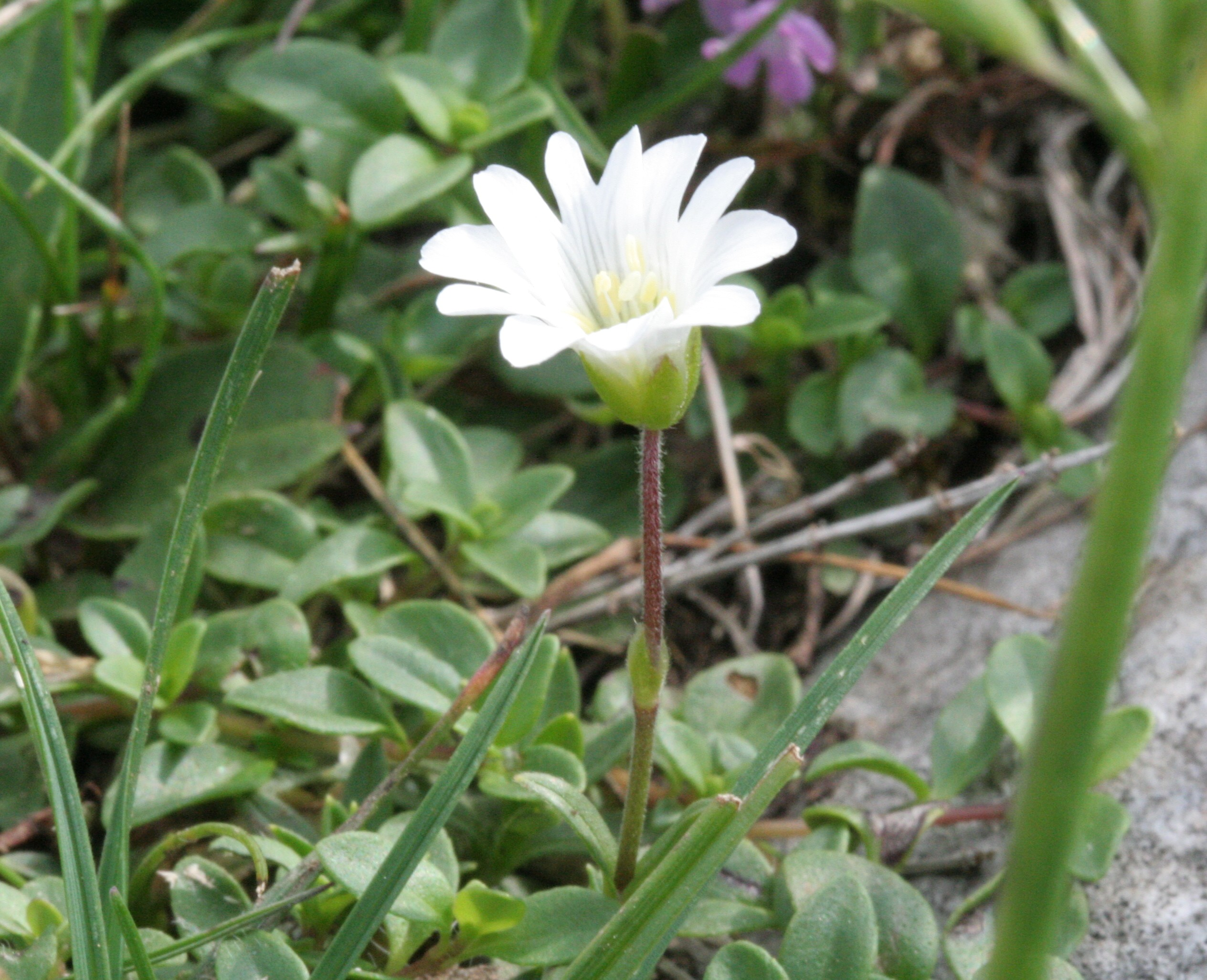
Cerastium alpinum
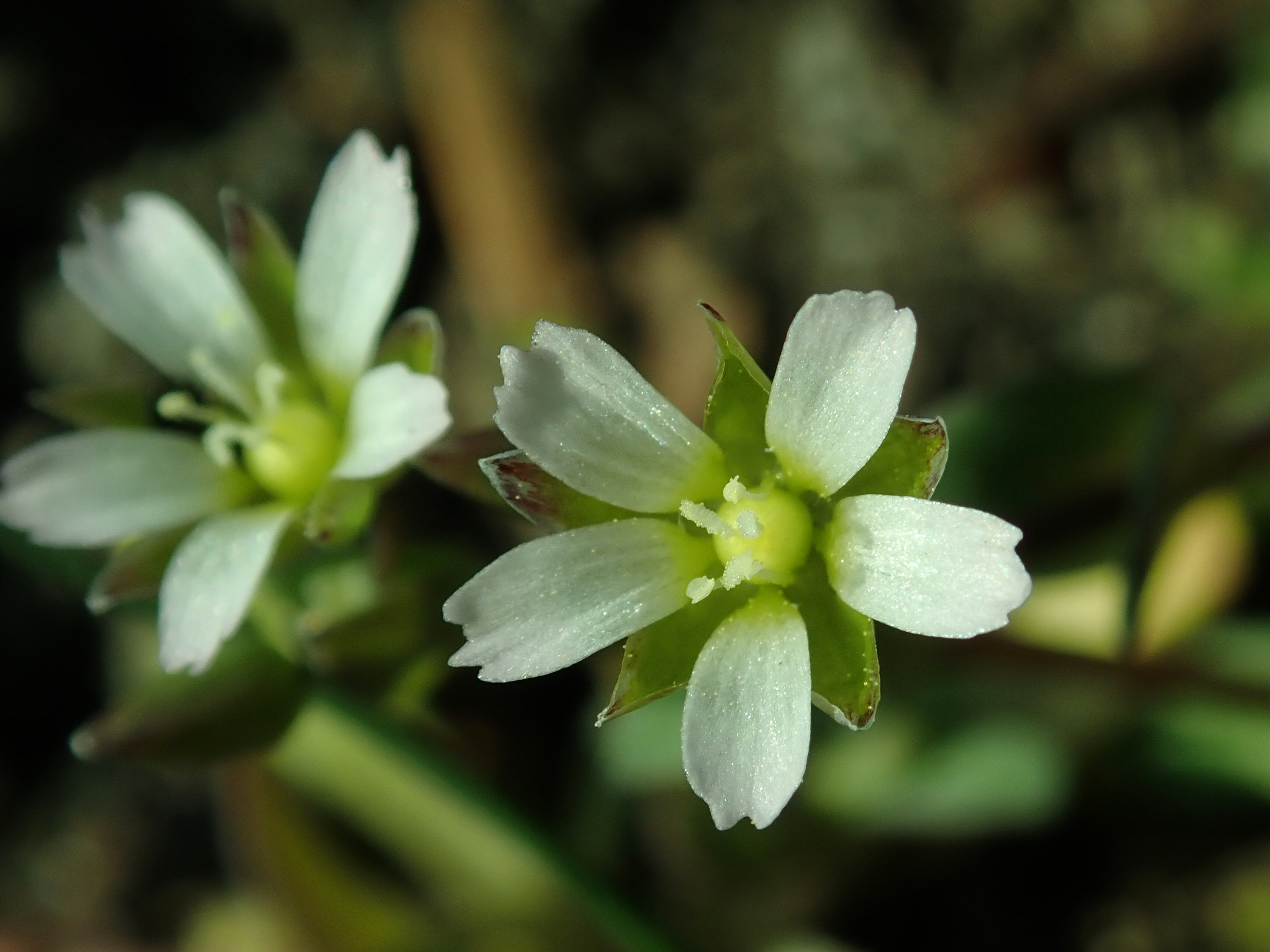
Holosteum umbellatum
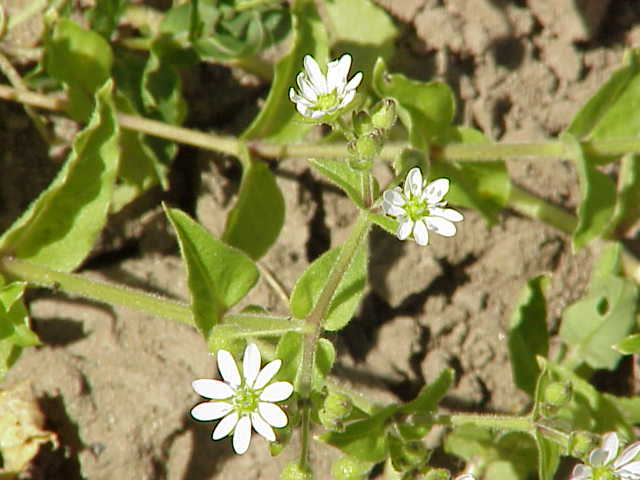
Myosoton aquaticum
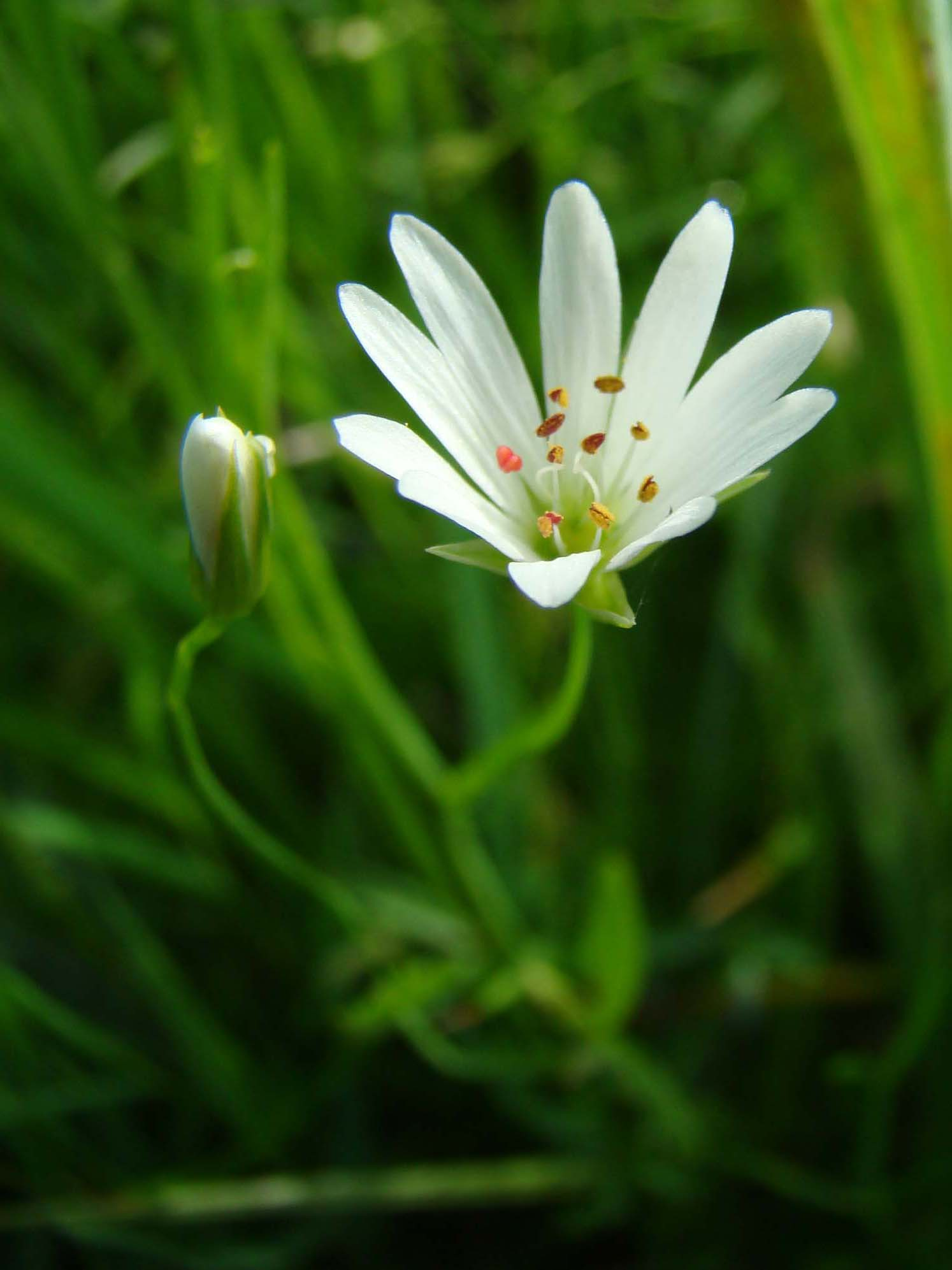
Stellaria palustris